# Shorttermizm
Shorttermizm (z ang. short-termism, dosł. krótkoterminowość), także krótkowzroczność (ang. myopia) – tendencja do skupiania się na szybkim zysku kosztem długoterminowych celów. Określenie stosowane jest w polityce i zarządzaniu. Termin bywa tłumaczony jako krótkoterminowość lub krótkofalowość.
W systemach demokratycznych zjawisko shorttermizmu może wynikać z kadencyjności pełnionych przez polityków funkcji, krótkości cyklu wyborczego (por. polityczny cykl koniunkturalny), krótkowzrocznych preferencji samych wyborców, a także niemożności uwzględnienia w procesie decyzyjnym osób, które w przyszłości spotkają konsekwencje podjętych działań.
Jak wskazuje Elżbieta Mączyńska, wiąże się z tym zjawiskiem „marginalizacja kultury myślenia strategicznego, uwzględniającej wieloletnie, perspektywiczne, wykraczające poza bieżące interesy następstwa dzisiejszych działań i decyzji dla przyszłych pokoleń”. 